# IC 5129
IC 5129 је спирална галаксија у сазвјежђу Индијанац која се налази на листи објеката дубоког неба у Индекс каталогу.
Деклинација објекта је - 65° 23' 15" а ректасцензија 21h 47m 46,5s. Привидна величина (магнитуда) објекта IC 5129 износи 14,6 а фотографска магнитуда 15,3. IC 5129 је још познат и под ознакама ESO 108-3, FAIR 980, PGC 67363.